# メチニク
メチニク（ウクライナ語 / ロシア語: мечник、ベラルーシ語: мечнік、ポーランド語: miecznik）とは、剣（例・ロシア語: меч）を帯びた戦士を指す言葉であり、東欧のいくつかの歴史的国家において用いられた役職の名称である。キエフ大公国のメチニクには「執行人」という訳が当てられている。
キエフ・ルーシ期のメチニクは、公（クニャージ）の宮廷における官吏であり、主な任務は裁判に関わるものであった。メチニクが軍事行為に関わったいくつかの記録はあるが、キエフ・ルーシ期のメチニクは軍人ではなかった。一方、1147年にウラジーミル大公アンドレイ・ボゴリュブスキーが、ロスチスラフ家（キエフ大公ロスチスラフ1世の子孫）に対しメチニクを使者として派遣したという記録がある。さらに、他の公に対する外交を担う者に対し、「メチェノシャ」（ロシア語: меченоша）と記した例が見出される。また、ノヴゴロド公国では、メチニクはダーニ（貢税）を集める官吏だった。
ポーランド・リトアニア共和国では、ポーランド王の面前で剣を携行する官吏であり、王権の象徴を示す役割を果たした。メチニクのうち「ポーランドのメチニク」と「リトアニアのメチニク」は、恒久的に軍事行為に従事する官吏だった。ポーランドのメチニクからはPodkomorzy(ru)が、リトアニアのメチニクからはŁowczy(ru)が派生した。